# Coppa Svizzera 2023-2024 (pallacanestro)
La Coppa Svizzera di pallacanestro maschile 2023-2024, denominata Patrick Baumann Swiss Cup 2023-2024, è il torneo nazionale ad eliminazione diretta delle società iscritte alla Federazione Svizzera.

## Trentaduesimi di finale
Dal 22 settembre al 7 ottobre 2023
| Squadra 1           | Risultato | Squadra 2            |
| ------------------- | --------- | -------------------- |
| Momò Basket         | 51-85     | SAV Vacallo          |
| Boncourt            | 77-80     | Allschwil            |
| Liestal Basket 44   | 56-81     | Bären Kleinbasel     |
| Bern Giants         | 45-87     | Winterthur           |
| Frauenfeld          | 65-85     | Goldc. Wallabies     |
| Solothurn           | 75-87     | DDV-Lugano           |
| BC Divac            | 66-54     | Arlesheim            |
| BC Alte Kanti Aarau | 94-98     | Baden Basket 54      |
| Opfikon Basket      | 71-57     | Rapid Bienne         |
| Saint-Jean Vernier  | 86-62     | CNBS                 |
| BBC Collombey-Muraz | 65-92     | Bernex Basket        |
| LUC Basketball      | 78-97     | Morges-Saint-Prex    |
| Blonay Basket       | 43-80     | Villars Basket       |
| Versoix             | 95-79     | Union Lavaux Riviera |
| Maccabi Genève      | 51-94     | Sarine Basket        |
| Martigny Basket     | 66-62     | Veyrier-Salève       |
| Marly Basket        | 43-106    | Hérens Sion          |
| USY Bisons          | 80-86     | ES Vernier           |
| Meyrin Basket       | 73-70     | Chêne Basket         |

## Sedicesimi di finale
Dal 6 al 12 novembre 2023
| Squadra 1          | Risultato | Squadra 2          |
| ------------------ | --------- | ------------------ |
| SAV Vacallo        | 86-116    | SAM Massagno       |
| DDV-Lugano         | 53-91     | Lugano Tigers      |
| Opfikon Basket     | 49-83     | Starwings          |
| Baden Basket 54    | 82-86     | Goldc. Wallabies   |
| BC Divac           | 49-110    | Allschwil          |
| Winterthur         | 76-83     | GC Zurich Wildcats |
| Hérens Sion        | 51-123    | Lions de Genève    |
| Bären Kleinbasel   | 69-59     | Swiss Central      |
| Saint-Jean Vernier | 33-105    | Vevey Riviera      |
| Morges-Saint-Prex  | 60-99     | P. Lausanne Foxes  |
| Sarine Basket      | 45-96     | BBC Nyon           |
| Meyrin Basket      | 39-68     | BBC Monthey        |
| Bernex Basket      | 59-76     | Neuchâtel          |
| ES Vernier         | 64-60     | Martigny Basket    |
| Versoix            | 85-64     | Villars Basket     |

## Ottavi di finale
Dal 28 novembre al 1º dicembre 2023
| Squadra 1          | Risultato | Squadra 2         |
| ------------------ | --------- | ----------------- |
| ES Vernier         | 52-67     | Goldc. Wallabies  |
| Lugano Tigers      | 80-78     | Neuchâtel         |
| Lions de Genève    | 107-99    | Starwings         |
| BBC Nyon           | 74-81     | P. Lausanne Foxes |
| GC Zurich Wildcats | 46-119    | Fribourg Olympic  |
| Versoix            | 96-69     | Bären Kleinbasel  |
| BBC Monthey        | 78-83     | SAM Massagno      |
| Allschwil          | 47-76     | Vevey Riviera     |

## Quarti di finale
Dal 12 al 14 gennaio 2024
| Squadra 1        | Risultato | Squadra 2         |
| ---------------- | --------- | ----------------- |
| Versoix          | 55-88     | P. Lausanne Foxes |
| Fribourg Olympic | 97-71     | Lugano Tigers     |
| Goldc. Wallabies | 88-107    | Vevey Riviera     |
| SAM Massagno     | 82-88     | Lions de Genève   |

| Arbitri: | Raffaello Consigli Vittorio Grasso |

|                                   |            |                                 |
| Varidel 18 Hayman 12 T. Bullock 5 | Punti      | 18 Crawford 14 George 14 Grosso |
| T. Bullock 6                      | Assist     | 7 Asase                         |
| M. Bullock 6                      | Rimbalzi   | 11 George                       |
| Stephan Zaber                     | Allenatori | Randoald Dessarzin              |

| Arbitri: | Slobodan Novakovic Bosko Stojcev David Mazzoni |

|                                     |            |                                 |
| D. Mlađan 23 Clanton 16 Williams 14 | Punti      | 17 Anabir 17 Gravet 17 Humphrey |
| Clanton 5                           | Assist     | 10 Zinn                         |
| Clanton 8                           | Rimbalzi   | 14 Armus                        |
| Robbi Gubitosa                      | Allenatori | Dragan Andrejević               |

| Arbitri: | Kenny Jeanmonod Michail Papaioannou Ashley Carr |

|                                  |            |                                     |
| Williams 27 Kazadi 16 Cotture 14 | Punti      | 20 Sampson 20 Hammond 16 Dell'Acqua |
| Nottage 8                        | Assist     | 4 Sampson                           |
| Nottage 11                       | Rimbalzi   | 13 Sampson                          |
| Thibaut Petit                    | Allenatori | Valter Montini                      |

| Arbitri: | Petrit Emra Nikola Djurdjevic |

|                                      |            |                              |
| Henderson 29 Treacy 17 Togninalli 15 | Punti      | 23 Dubas 23 Ndugba 22 Molson |
| Togninalli 6                         | Assist     | 5 Ndugba, Molson             |
| Henderson 7                          | Rimbalzi   | 13 Dubas                     |
| Trésor Quidome                       | Allenatori | Ivan Beram                   |

## Semifinali
10 febbraio 2024
| Squadra 1        | Risultato | Squadra 2         |
| ---------------- | --------- | ----------------- |
| Vevey Riviera    | 79-88     | Lions de Genève   |
| Fribourg Olympic | 91-57     | P. Lausanne Foxes |

| Arbitri: | Slobodan Novakovic Michail Papaioannou Fabiano Vitalini |

|                              |            |                              |
| Dubas 23 Molson 18 Ndugba 17 | Punti      | 18 Humphrey 16 Colón 14 Zinn |
| Rauch 5                      | Assist     | 6 Colón                      |
| Dubas 13                     | Rimbalzi   | 12 Armus                     |
| Ivan Beram                   | Allenatori | Dragan Andrejević            |

| Arbitri: | Bosko Stojcev Kenny Jeanmonod David Mazzoni |

|                                    |            |                             |
| Williams 19 Martin 14 Jurkovitz 13 | Punti      | 23 Morris 11 Asase 8 George |
| Jurkovitz 4                        | Assist     | 4 Asase                     |
| Jurkovitz 12                       | Rimbalzi   | 6 Elsheikh                  |
| Thibaut Petit                      | Allenatori | Randoald Dessarzin          |

## Finale
| Arbitri: | Slobodan Novakovic Michail Papaioannou Fabiano Vitalini |

| |            | |
| Nottage 15 Jurkovitz 13 Kazadi 9 | Punti      | 15 Zinn 11 Colón 10 Armus |
| Nottage, Jurkovitz 3 | Assist     | 4 Zinn |
| Jurkovitz 8 | Rimbalzi   | 11 Armus |
| 15 Nottage, 23 Green, 99 N. Jurkovitz, 13 Martin, 20 Cotture 24 Kovac, 3 R. Williams, 6 Kazadi, 25 Ducommun-Dit-Verron, 33 Sangwa, 12 Leyrolles, 14 Sane | Formazioni | 13 Zinn, 1 Mbala, 0 Humphrey, 19 Anabir, 7 Armus 2 Charfi, 6 Gravet, 8 M. Williams, 9 Eyenga, 10 Colón, 32 Dentlinger, 35 Bono |
| Thibaut Petit | Allenatori | Dragan Andrejević |

| Patrick Baumann Swiss Cup 2023-2024 |
| ----------------------------------- |
| Fribourg Olympic 12º titolo         |